# Ronald Frederick King David Belchem
Ronald Frederick King David Belchem, britanski general, * 1911, † 1981.